# Знак вампира
«Знак вампира» (англ. Mark of the Vampire, 1935) — американский фильм ужасов 1935 года режиссёра Тода Браунинга.

## Сюжет
Румынский барон Карел (Герберт Холмс), вскоре после того, как его посетил друг Отто фон Цинден (Жан Херсольд), найден мертвым, и полностью обескровленным с двумя ранками на шее. Врач (Доналд Мик) подтверждает слухи, распространяемые местными жителями: здесь есть вампиры. Приехавший из Праги инспектор Нойман (Лайонел Этуилл) не верит в эти бредни и обращается за помощью к специалисту по вампирам профессору Зелену (Лайонел Берримор) за помощью. Но скоро ему приходится поверить в вурдалаков: тень мертвого барона появляется в капелле замка, в то время, как его дочь Ирену (Элизабет Аллан) навещает вампирша Луна (Кароль Борланд), которая намерена её укусить. Также в замке появляется таинственный господин в чёрном (Бела Лугоши): он появляется только тогда, когда люди видят пролетающую мимо них огромную летучую мышь. Всё приводит к тому, что Отто фон Циндена арестовывают по обвинению в убийстве Карела: он отравил барона, с помощью кровососной банки высосал у него кровь, ранки сделал с помощью иголок, а тень Карела, так же, как и вампиров, играли переодетые актёры.

## Интересные факты
- Во время показа фильма в Париже была распространена реклама, сообщающая, что тому, «кто отважится посмотреть этот фильм в совершенно пустом зале в полночь» будет предоставлена награда[1].